# Гулик Микола Володимирович
Мико́ла Володи́мирович Гу́лик (нар. 14 червня 1977, Сатанів, Городоцький район, Хмельницька обл.) — український архітектор, дизайнер, скульптор. Засновник студії Baraban+. Переможець (2014) і член журі (2015, 2017) Всеукраїнського щорічного архітектурного конкурсу «Інтер'єр року»

## Біографія
Народився 13 червня 1977 року (у паспорті дата народження зафіксована як 14.06.1977) у смт Сатанів Городоцкого району Хмельницької області. Виховувався в родині місцевої інтелігенції: мати Алла Федорівна була бібліотекарем, батько Володимир Миколайович працював художником-оформлювачем у Будинку культури (його майстерня знаходилася в центрі міста), а також займався музикою.
Саме під впливом батька, що створював полотна на всі значущі свята міста, сформувався професійний вибір майбутнього майстра. З раннього дитинства Микола Гулик допомагав батькові в його роботі. У віці 14 років зрозумів своє покликання — образотворче мистецтво.
Микола Гулик вчився в місцевій школі смт Сатанів. У п'ятнадцятирічному віці переїхав до міста Косів Івано-Франківської області — це було обумовлено вступом у Косівський коледж прикладного та декоративного мистецтва ім. В. І. Касіяна.
Після закінчення коледжу за наполяганням батьків Микола Гулик переїхав у Київ, де вступив до Українського державного університету харчових технологій (нині — Національний університет харчових технологій). Однак уже на другому курсі усвідомив, що не слід гаяти час на опанування інших професій, забуваючи про власне покликання. Після бесіди з батьками одержав підтримку свого рішення залишити навчання в Університеті харчових технологій. Вступив до Національної академії образотворчого мистецтва і архітектури. У 2004 році одержав червоний диплом вишу за фахом «художник-скульптор».
Під час навчання в академії зіткнувся з низкою складностей переважно матеріального характеру. За його спогадами, хлопцеві з маленького міста доводилося виживати у мегаполісі: мешкав у гуртожитку, вже з другого курсу шукав підробітку, розвивав власну творчість. Підтримку молодому таланту надали Макагон Іван Васильович, що викладав у Миколи на другому курсі, а також професор Володимир Андрійович Чепелик — дійсний член Академії мистецтв України, народний художник України, лауреат Національної премії ім. Т. Г. Шевченка. Цей наставник зважив на становище студента, тому не став перешкоджати бажанню Миколи Гулика поєднувати навчання з першими підробітками. Саме тоді відбулося знайомство молодого архітектора з керівництвом компанії «Козирна карта», на прохання якого він почав розробляти дизайн київських ресторанів. Загалом співробітництво з цією мережею тривало близько 8 років.
На п'ятому курсі Національної академії образотворчого мистецтва і архітектури Микола Гулик уже був знайомий із колишнім головним архітектором Києва Сергієм Бабушкіним: дизайн-студія, у якій працював Микола, знаходилася у майстерні видатного митця. Саме Сергій Бабушкін підказав Миколі Гулику ідею для дипломної роботи та допоміг знайти інвесторів для її втілення. Через 8 місяців проект був готовий: скульптура з бетону та кованої міді висотою більш ніж 4,5 м, що уособлює варіацію на тему досконалої людини Леонардо да Вінчі через 500 років. Дипломна комісія академії оцінила роботу на відмінно.
Після завершення навчання в Національній академії образотворчого мистецтва і архітектури Микола Гулик продовжив співпрацю з низкою корпоративних клієнтів, що дозволило йому в середині 2000-х років відкрити власне архітектурне бюро із назвою Baraban. Спільно зі своєю командою в наступні роки Микола Гулик реалізував більше ніж 200 проектів у напрямках дизайн і архітектура. Працював як з корпоративними клієнтами, так і з приватними особами, серед яких відомі українські політики й зірки шоу-бізнесу.
Значною подією в житті Миколи Гулика стала участь у Всеукраїнському щорічному архітектурному конкурсі «Інтер'єр року». В 2014 році він переміг у декількох номінаціях і завоював Гран-прі цього престижного галузевого конкурсу. Згодом Микола Гулик увійшов до складу суддівської колегії «Інтер'єр року», поряд із такими визнаними світовими майстрами, як Гаетано Пеше, Массіміліано Фуксас та ін.

## Освіта
1998 — диплом з відзнакою Косівського коледжу прикладного та декоративного мистецтва ім. В. І. Касіяна, спеціальність — художня кераміка.
2004 — диплом з відзнакою Національної академії образотворчого мистецтва і архітектури, спеціальність — образотворче та декоративно-прикладне мистецтво, кваліфікація — художник-скульптор. Дипломну роботу «Міленіум» оцінено на відмінно.

## Кар'єра
Першим серйозним досвідом корпоративного співробітництва для Миколи Гулика стало проектування закладів мережі «Козирна карта». Зокрема, ще бувши студентом, він займався проектом «Ресторан „Да Вінчі“». Співпраця з компанією тривала близько восьми років, протягом яких Миколою Гуликом були розроблені та реалізовані дизайнерські проекти для більшості столичних закладів мережі. У 2008 році він був відзначений нагородою «Козирної карти» як кращий архітектор.
У середині 2000-х років Микола Гулик створив архітектурне бюро Baraban. Майстерню назвав, пам'ятаючи про захоплення батька, який поза основною трудовою діяльністю займався музикою, зокрема був керівником і барабанщиком у популярному серед місцевої аудиторії джаз-бенді смт Сатанів.
Миколою Гуликом реалізовано більш ніж двісті проектів у напрямках дизайн і архітектура. Серед останніх робіт — оформлення комплексу компанії «MacPaw» у бізнес-центрі «Toronto-Kyiv»: приміщення загальною площею більше ніж 2000 м² призначено для роботи й відпочинку IТ-фахівців.

## Основні роботи
Проектування та реалізація комплексу індивідуального SPA у Київської області на вершині пагорба, а також дизайн офісу у бізнес-центрі «Toronto-Kyiv» - приміщення загальною площею більше ніж 2000 м², призначене для роботи й відпочинку IТ-фахівців
Офісні простори К3 и Mill.
Житлові об'єкти «№ 26», «№ 87», G9, апартаменти В6, В, Z.
Ресторан «Tiesto Gril».
Ресторан у Львові.
Ресторан «Дежавю».
Резиденція у стилістиці італійського регіону Тоскана.

## Звання та нагороди
Член Київської організації Національної спілки художників України з 2002 року.
Призер та володар Гран-прі VI Всеукраїнського щорічного архітектурного конкурсу «Інтер'єр року» в 2014 році.
Нагорода «Кращий архітектор» мережі «Козирна карта» в 2008 році.
Диплом журналу «Дом & Интерьер» за участь у проекті ARCH — Caffe, Баку, 2015 рік..
Диплом журналу «Дом & Интерьер» за участь у проекті ARCH — Caffe, Одеса, 2015 рік.
Диплом журналу «Дом & Интерьер» за участь у проекті ARCH — Caffe, Дніпропетровськ, 2015 рік..

## Родина
Розлучений. Входить до ТОП-100 найзавидніших женихів української столиці. Виховує дочку Софію (2007 року народження).

## Хобі та захоплення
Микола Гулик захоплюється подорожами, під час яких отримує натхнення та ідеї для своїх робіт. Відвідуючи різні країни, збирає колекцію скульптур коней. На сьогодні у колекції більше ніж 2000 екземплярів з 50 країн світу. «Я сам архітектор. Коні — це сила, грація та краса, які гармонійно поєднані. Якщо керуватися цими принципами в дизайні інтер'єру, то успіх гарантовано», — сказав архітектор під час інтерв'ю у програмі «Design Tour».